# Güttenbach
Güttenbach (kroatisch Pinkovac, ungarisch Pinkócz, slowenisch Pinkovec, Pinkovci) ist eine Marktgemeinde mit 866 Einwohnern (Stand 1. Jänner 2024) im Bezirk Güssing im Burgenland in Österreich.

## Geografie
Die Gemeinde liegt im Südburgenland im nördlichen Teil des Bezirks Güssing. Güttenbach ist die einzige Ortschaft in der Gemeinde. Weitere Orte sind Kulovits-Häuser und Meierhof.
Mehr als die Hälfte der Fläche wird landwirtschaftlich genutzt, fast 40 Prozent sind bewaldet.

### Nachbargemeinden
|         | Mischendorf (Bezirk Oberwart)               |                              |
| Neuberg | Kompassrose, die auf Nachbargemeinden zeigt | Kohfidisch (Bezirk Oberwart) |
|         | Sankt Michael                               | Tobaj                        |

## Geschichte
In Güttenbach wurden über 200 Silber-Münzen vom Velemer-Typ aufgefunden, die chronologisch in die Zeit der Boier-Einfälle datiert werden. Ab dem 4. Jahrhundert v. Chr. (der Frühlatènezeit) wanderten die Boier aus ihren ursprünglichen Siedlungsgebieten zwischen Rhein, Main und Donau nach Süden und Südosten. Den Typus-Namen haben die Münzen vom Fund 1899 im nahegelegenen Velem (ungarisches Komitat Vas), der rund 60 Münzen enthielt. Bei den Münzen von Güttenbach ist noch teilweise eine Überprägung von norischen Münzen feststellbar. Ob der Schatzfund eine Deponierung aus kultischen Gründen oder ein Versteck in Kriegszeiten war, kann heute nicht mehr sicher festgestellt werden.
Rund 80 % der Einwohner gehören der kroatischen Volksgruppe des Burgenlandes an, die seit rund 450 Jahren diesen Raum bevölkert. Güttenbach ist keine kroatische Neuansiedlung, der 1427 erstmals urkundliche erwähnte, damals deutsch-ungarische Ort wurde im 16. Jahrhundert von den Kroaten bevölkert und später assimiliert. Der Ort war ab dem Jahr 1524 Teil der Besitzungen der Adelsfamilie Batthyány und gehörte wie das gesamte Burgenland bis 1920/21 zu Ungarn (Deutsch-Westungarn). Seit 1898 musste aufgrund der Magyarisierungspolitik der Regierung in Budapest der ungarische Ortsname Pinkócz verwendet werden. Nach Ende des Ersten Weltkriegs wurde nach zähen Verhandlungen Deutsch-Westungarn in den Verträgen von St. Germain und Trianon 1919 Österreich zugesprochen. Der Ort gehört seit 1921 zum neu gegründeten Bundesland Burgenland (siehe auch Geschichte des Burgenlandes). Marktgemeinde ist Güttenbach seit 1986.

## Kultur und Sehenswürdigkeiten

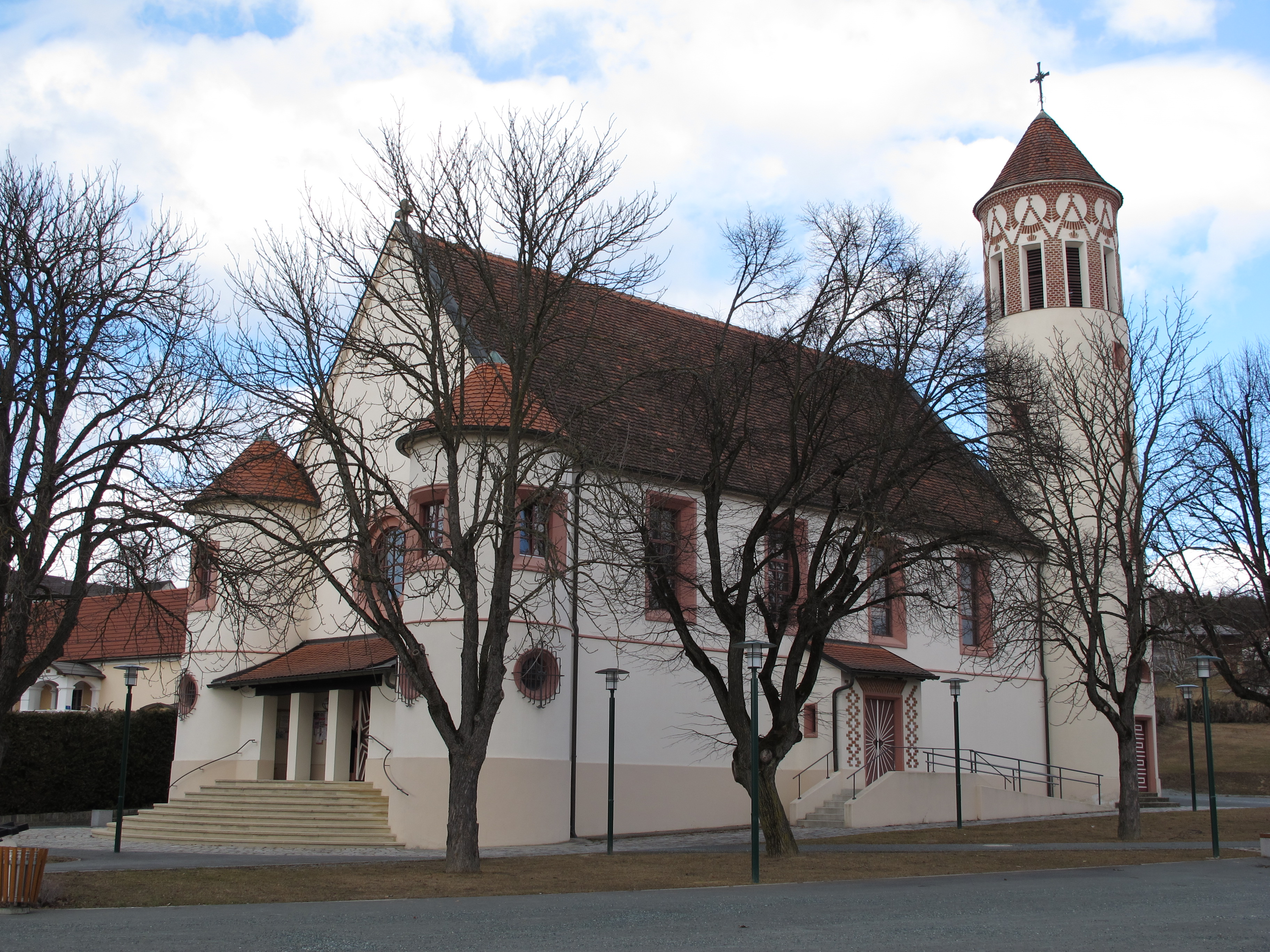
Pfarrkirche Güttenbach

- Katholische Pfarrkirche Güttenbach hl. Joseph
- Das Kastell ist ein villenartiger Bau, der Ende des 19. Jahrhunderts errichtet wurde. Vor dem Kastellgelände steht eine moderne Kapelle.

## Politik

### Gemeinderat
Der Gemeinderat umfasst aufgrund der Anzahl der Wahlberechtigten insgesamt 15 Mitglieder.
| Partei          | 2022             | 2022             | 2022             | 2017             | 2017             | 2017             | 2012             | 2012             | 2012             | 2007             | 2007             | 2007             | 2002             | 2002             | 2002             | 1997    | 1997    | 1997    |
| Partei          | Sti.             | %                | M.               | Sti.             | %                | M.               | Sti.             | %                | M.               | Sti.             | %                | M.               | Sti.             | %                | M.               | Sti.    | %       | M.      |
| --------------- | ---------------- | ---------------- | ---------------- | ---------------- | ---------------- | ---------------- | ---------------- | ---------------- | ---------------- | ---------------- | ---------------- | ---------------- | ---------------- | ---------------- | ---------------- | ------- | ------- | ------- |
| ÖVP             | 433              | 61,07            | 9                | 475              | 63,42            | 10               | 497              | 64,46            | 10               | 499              | 68,83            | 11               | 466              | 63,40            | 10               | 466     | 67,73   | 11      |
| SPÖ             | 276              | 38,93            | 6                | 274              | 36,58            | 5                | 274              | 35,54            | 5                | 226              | 31,17            | 4                | 269              | 36,60            | 5                | 189     | 27,47   | 4       |
| FPÖ             | nicht kandidiert | nicht kandidiert | nicht kandidiert | nicht kandidiert | nicht kandidiert | nicht kandidiert | nicht kandidiert | nicht kandidiert | nicht kandidiert | nicht kandidiert | nicht kandidiert | nicht kandidiert | nicht kandidiert | nicht kandidiert | nicht kandidiert | 33      | 4,80    | 0       |
| Wahlberechtigte | 895              | 895              | 895              | 882              | 882              | 882              | 889              | 889              | 889              | 883              | 883              | 883              | 861              | 861              | 861              | 822     | 822     | 822     |
| Wahlbeteiligung | 85,81 %          | 85,81 %          | 85,81 %          | 89,80 %          | 89,80 %          | 89,80 %          | 92,80 %          | 92,80 %          | 92,80 %          | 88,45 %          | 88,45 %          | 88,45 %          | 91,87 %          | 91,87 %          | 91,87 %          | 92,09 % | 92,09 % | 92,09 % |

### Gemeindevorstand
Neben Bürgermeister Leo Radakovits (ÖVP) und Vizebürgermeister Helmut Kovacsits (SPÖ) gehören weiters die geschäftsführenden Gemeinderäte Heinz Jandrisics (ÖVP), Friedrich Schuch (ÖVP) und Katharina Schuh (ÖVP) dem Gemeindevorstand an.

### Bürgermeister
Bürgermeister ist Leo Radakovits (ÖVP). Der studierte Betriebswirtschafter übernahm 1982 den Posten des Amtsleiters der Gemeinde. 1987 wurde er erstmals in den Gemeinderat gewählt und stieg bereits 1992 zum Bürgermeister auf. In der Zeit zwischen 2005 und 2015 war Radakovits Abgeordneter zum Burgenländischen Landtag.
Bei der Bürgermeisterdirektwahl am 1. Oktober 2017 wurde Radakovits von 66,58 % in seinem Amt bestätigt. An das Rekordergebnis von 1997, als er 83,96 % der Stimmen erhielt, kam er aber nicht heran. Mitbewerber war, wie schon 2012, Vizebürgermeister Helmut Kovacsits (SPÖ), der auf 33,42 % kam. Kovacsits wurde vom Gemeinderat neuerlich zum Vizebürgermeister gewählt.

### Wappen
|  | Das Gemeindewappen wurde am 14. Juni 1987 verliehen. Blasonierung: „In Blau aus dem mit einem blauen Wellenbalken belegten, goldenen Schildfuß wachsend eine dreitürmige, mit einem golden vergitterten schwarzen Rundfenster versehene, goldene Kirche, begleitet von zwölf goldenen Schneckenwirbeln im Halbkreis.“ Der blaue Wellenbalken steht für „Bach“, den Teil des Ortsnamens. Die Kirche ist aus dem alten Gemeindesiegel abgeleitet, die Türme symbolisieren das Marktrecht. Die Schneckenwirbel bilden gemeinsam mit dem Schildfuß einen Kreis, der den Kreislauf von Besiedelung und Abwanderung und des kroatischen Tanzes Kolo beschreiben. |

### Partnergemeinden
- Malinska in Kroatien (auf der Insel Krk)
- Szentpéterfa in Ungarn

## Persönlichkeiten
Söhne und Töchter der Gemeinde
- Enrico Kulovits (* 1974), Fußballspieler